# Moura
 (décembre 2023).
Si vous disposez d'ouvrages ou d'articles de référence ou si vous connaissez des sites web de qualité traitant du thème abordé ici, merci de compléter l'article en donnant les références utiles à sa vérifiabilité et en les liant à la section « Notes et références ».
Pour les articles homonymes, voir Moura (homonymie).
Moura est une municipalité – en portugais : concelho ou municipio – du Portugal, située dans le district de Beja et la région de l'Alentejo. C'est une petite station thermale dont les eaux bicarbonatées calciques sont utilisées dans le traitement des rhumatismes.

## Géographie
La distance moyenne entre chaque localité de la municipalité est de 16,3 kilomètres. La surface de la municipalité est 958 km². La population s'élève quant à elle à 16 590 habitants (recensement de 2001).

## Histoire
La rive gauche du Guadiana a toujours été sous l'influence politique de Séville. Elle a joué un rôle important durant le Moyen Âge et ce, jusqu'à la Guerre de la Restauration.
L'origine de Moura remonte à des temps préhistoriques. Des présences de peuplement à l'âge de fer (du XIIe  au  IIIe siècle avant notre ère) ont été constatées à Castro da Azougada à 4 km de la localité.

### Époque romaine
Durant la domination romaine (du IIIe siècle av. J.-C. au Ve siècle apr. J.-C.) Moura va connaître un fort accroissement démographique, se traduisant de nombreuses exploitations agricoles (villæ). La ville est alors intégrée à la province du Bétique Occidental. Il reste de cette période le vieux pont romain sur la rivière Brenhas.

### Époque arabe
Moura connaît une période de prospérité durant la période arabe qui s'étend du VIIIe  au  XIIIe siècle. L'héritage de cette époque est particulièrement visible dans l'architecture, ainsi que dans le nom même de la ville qui signifie en portugais « (la) Maure ».

### La Reconquête
La reconquête chrétienne (dès 1232), l'intégration au royaume du Portugal, ainsi que sa proximité avec la frontière vont mettre Moura dans la ligne de front dans les guerres successives qui vont opposer le pays à l'Espagne. Plusieurs fois occupée, la ville a toujours été récupérée finalement par la couronne portugaise. Le château a été reconstruit au début du XIVe siècle et une nouvelle enceinte a été édifiée aux alentours de 1660.
La problématique du contour des frontières est restée vivante pratiquement jusqu'à nos jours. Cet état de fait prend tous son sens avec la Contenda. Cette grande propriété (herdade) appartient actuellement à la municipalité, mais appartenait jusqu'en 1892 à une zone d'administration commune Portugal-Espagne. Cette date marque la fin des tensions, imposant ainsi une délimitation claire des frontières.
La date du premier « Foral » (charte par laquelle le monarque établissait un comté comme tel ou un lieu d'implantation, désignait son administration et définissait ses droits, ses privilèges et leurs limites) de Moura n'est pas claire. On attribue néanmoins sa confirmation la plus probable durant le règne de Dom Afonso II (1251). Le titre de « Notável Vila de Moura » (« Remarquable Cité de Moura ») qui aujourd'hui est encore présent dans ses armoiries, lui a été attribué en 1554, même si en 1525 déjà, Dom João III lui avait donnée une telle distinction.
Moura a été élevée au rang de Ville le 1er février 1988.

## Économie
Le poids du secteur primaire dans la municipalité est encore très grand. Elle constitue la principale activité économique en matière d'emplois. Il existe néanmoins quelques unités industrielles et un secteur tertiaire en pleine croissance.
L'entreprise la plus emblématique de la municipalité est sans aucun doute l'Agua Castello bien connue des Portugais, qui y a sa source, ainsi que ses chaînes d'embouteillage.
La production d'huile d'olive est également particulièrement caractéristique de la région. L'importance de l'huile d'olive pour l'économie locale et régionale a poussé Moura à organiser la foire OlivoMoura, une foire entièrement consacrée à l'agriculture et à l'élevage, mais avec un emphase particulière avec les questions liées à la culture de l'olivier et à la production de son huile.

### Centrale solaire
Le Portugal a construit de 2006 à 2008 à Moura la plus grande centrale solaire photovoltaïque du monde, avec 350 000 panneaux solaires installés sur 114 hectares et une capacité de production de 62 mégawatts (à comparer aux 1 300 mégawatts environ produits par un réacteur nucléaire). Elle est six fois plus puissante que la centrale Bavaria solarpark installée en Allemagne (10 MW), mais a été dépassée en 2009 par les centrales solaires thermiques d'Andasol 1 et 2 (2 x 50 MW) en Espagne et en 2011 par la centrale photovoltaïque de Losse dans le sud-ouest de la France.

## Légende
La légende de Sâluquia évoque la période troublée de la reconquête chrétienne. Sâluquia, fille d'Abu-Assan était alors l'alcadiesse de Moura, promise en mariage à Brafma, prince de la ville voisine d'Aronche. La veille du mariage, Sâluquia perchée en haut d'une des tours de son château, guettait anxieusement le pays d'alentour et l'arrivée de son fiancé et de ses invités. Brafma, conscient et inquiet de la présence de forces chrétiennes hostiles, s'était tout de même mis en route pour rejoindre sa promise avec une petite escorte. Il ignorait que les chrétiens, informés de son futur mariage avaient décidé de l'intercepter et que leur chef, Dom Álvaro Rodrigues, à la tête d'un groupe plus nombreux de chrétiens, avait organisé une embuscade. À l'issue d'un combat sanglant où périrent Brafma et tous ses amis, les chrétiens revétirent les habits des vaincus et se mirent en route vers la place tenue par Sâluquia. Les voyant arriver, celle-ci, convaincue qu'il s'agissait de son futur époux et de son escorte, donna l'ordre d'abaisser le pont-levis donnant accès à la ville. La ruse des chrétiens fut à l'origine d'un nouveau massacre signant la défaite des musulmans dans la contrée et le début de la domination chrétienne. Sâluquia se rendant compte de sa fatale erreur, prit les clés du château et se précipita du haut de la tour qui garde encore son nom. La légende raconte que depuis lors, la ville prit le nom de Moura - (La) Maure - en hommage à la courageuse alcadiesse arabe et que les reconquistadores de Rodrigues adoptèrent également ce nom.

## Subdivisions

Carte des paroisses de Moura.

Depuis la loi no 11-A/2013 du 28 janvier 2013, portant réorganisation administrative du territoire des freguesias, la municipalité de Moura est subdivisée en 5 paroisses (freguesia en portugais) contre 8 auparavant :
- Amareleja
- Moura (Santo Agostinho e São João Baptista) e Santo Amador (fusion de Moura (Santo Agostinho), Moura (São João Baptista) et Santo Amador)
- Póvoa de São Miguel
- Safara e Santo Aleixo da Restauração (fusion de Safara et Santo Aleixo da Restauração)
- Sobral da Adiça

## Jumelages
- Medjez el-Bab (Tunisie) depuis le 27 août 1995[2].